# Orthetrum testaceum
Orthetrum testaceum – gatunek ważki z rodziny ważkowatych (Libellulidae).

## Bibliografia

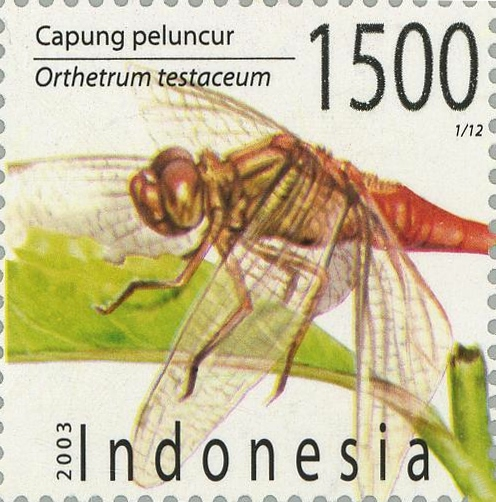
Indonezyjski znaczek z 2003 roku